# 全国パソコン技能競技大会
全国パソコン技能競技大会（ぜんこくパソコンぎのうきょうぎたいかい）とは、日本情報処理検定協会が主催するパソコン技能を競う競技大会。
出場者は主に高校生であるが、出場資格上は高校生以外の参加も可能である。(例として、弥富市立弥富中学校が毎年出場している)

## 概要
- 日本語ワープロは、20分で文書作成問題（手書き問題）を完成させる競技である。
- 情報処理技能（表計算）は、20分で表計算を完成させる競技である。
- 日本語スピードは、10分で日本語速度問題（活字問題）完成させる競技である。
- 英文スピードは、10分で英文速度問題（活字問題）完成させる競技である。

## 会場
以前までの大会では、愛知県名古屋市の名古屋学院大学名古屋キャンパスが使用されてきた。最近では、名古屋市中小企業振興会館（吹上ホール）に会場が変更され、令和２年はリモート開催となった。

## 大会時期・期間
例年8月中旬、お盆の時期に行われる。なお２日間にわたり日程が設定されており、初日は機器設置と前日練習が行われ、2日目に大会が行われる。

## 得点方法（情報処理技能競技）
- 団体戦…学校内で６名を登録し、上位3名の合計得点。
- 個人戦…参加者の中で、得点が１位から６位までの者。
- 得点は作問点(100点満点)+タイム点(100点満点)で算出。

## 表彰
- 団体戦
  - 文部科学大臣賞（団体）…各部門の優勝校1校を表彰。
  - 優勝…各部門の優勝校1校を表彰。
  - 第2位…各部門の第2位・第3位得点校の2校を第2位として表彰。
  - 第3位…各部門の第4位・第5位・第6位得点校の3校を第3位として表彰。
- 個人戦
  - 文部科学大臣賞（個人）…各部門の優勝者1名を表彰。
  - 優勝…各部門の優勝者1名を表彰。
  - 第2位…各部門の第2位・第3位得点者の2名を第2位として表彰。
  - 第3位…各部門の第4位・第5位・第6位得点者の3名を第3位として表彰。
  - 正確賞…各部門の作問点が100点の者を表彰。
  - 佳良賞…参加した学校で、団体入賞していない学校の上位１名を表彰。

## 過去に存在した賞
- 愛知県教育委員会賞…日本語ワープロ競技・情報処理技能競技の優勝者を表彰。
- 愛知県知事賞…日本語スピード競技・英文スピード競技の優勝者を表彰。

## 団体結果
- 第31回大会（平成29年度）
  - 日本語ワープロ競技
    - 優勝・文部科学大臣賞　和歌山県　和歌山県立那賀高等学校
    - 第2位　岐阜県　　高山西高等学校
    - 第2位　和歌山県　和歌山県立和歌山商業商業高等学校
    - 第3位　静岡県　　静岡県立島田商業高等学校
    - 第3位　東京都　　東京都立青峰学園
    - 第3位　福岡県　　福岡県立筑豊高等学校

  - 情報処理技能競技
    - 優勝・文部科学大臣賞　兵庫県　神戸星城高等学校
    - 第2位　富山県　　富山第一高等学校
    - 第2位　岐阜県　　高山西高等学校
    - 第3位　沖縄県　　沖縄県立伊良部高等学校
    - 第3位　神奈川県　湘南学院高等学校
    - 第3位　富山県　　富山県立氷見高等学校

  - 日本語スピード競技　
    - 優勝・文部科学大臣賞　熊本県　熊本県立熊本商業高等学校
    - 第2位　富山県　　富山県立富山商業高等学校
    - 第2位　静岡県　　静岡市立清水桜が丘高等学校
    - 第3位　神奈川県　横須賀市立横須賀総合高等学校
    - 第3位　愛知県　　愛知県立渥美農業高等学校
    - 第3位　愛知県　　愛知県立愛知商業高等学校

  - 英文スピード競技　
    - 優勝・文部科学大臣賞　愛知県　愛知県立愛知商業高等学校
    - 第2位　静岡県　　静岡市立清水桜が丘高等学校
    - 第3位　愛知県　　愛知県立春日井商業高等学校